# 北海 (紐約州)
北海（英語：North Sea）是位於美國紐約州薩福克縣的普查規定居民點。

## 人口
根據2020年美國人口普查的數據，北海的面積為31.33平方千米，當中陸地面積為28.63平方千米，而水域面積為2.70平方千米。當地共有人口5461人，而人口密度為每平方千米174.31人。